# Enochrus testaceus
Enochrus testaceus är en skalbaggsart som först beskrevs av Fabricius 1801.  Enochrus testaceus ingår i släktet Enochrus, och familjen palpbaggar. Arten är reproducerande i Sverige.

## Bildgalleri

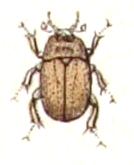
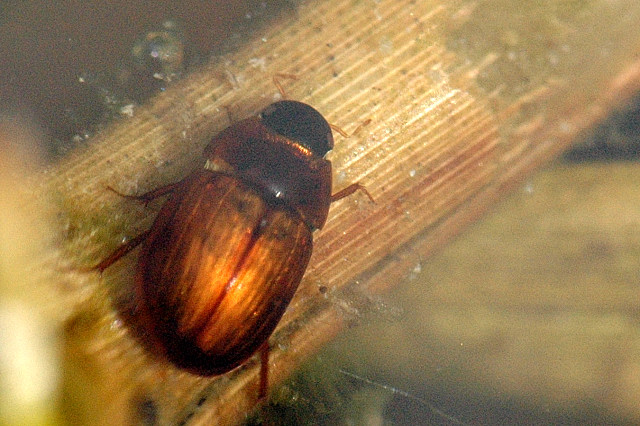
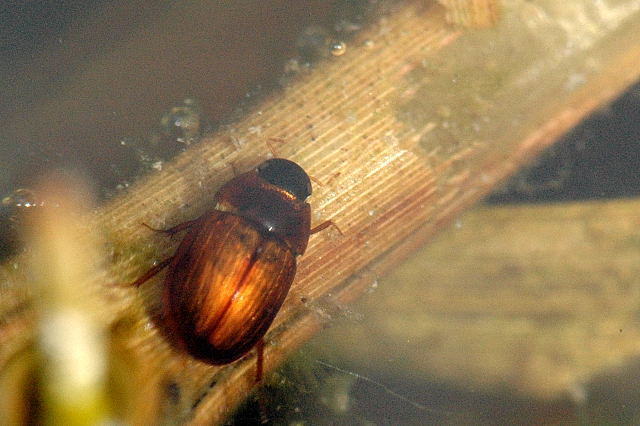